# الدوري الشمالي لكرة القدم 1909–10
الدوري الشمالي لكرة القدم 1909–10 (بالإنجليزية: 1909–10 Northern Football League)‏ هو موسم من الدوري الشمالي لكرة القدم ‏. فاز فيه بيشوب أوكلاند ‏.